# Équipe d'Argentine masculine de basket-ball
Cet article traite de l'équipe masculine. Pour l'équipe féminine, voir Équipe d'Argentine féminine de basket-ball.
Maillots
L'équipe d'Argentine masculine de basket-ball est la sélection des meilleurs joueurs argentins de basket-ball. Elle est placée sous l'égide de la Fédération argentine de basket-ball (Confederación Argentina de Básquetbol). Avec le Brésil, l'Argentine présente le plus beau palmarès d'Amérique du Sud, ayant remporté le championnat du sous-continent en 1934, 1935, 1941, 1942, 1943, 1966, 1976, 1979, 1987, 2001 et 2004. Elle a remporté la Coupe des Amériques trois fois, en 2001, 2011 et 2022.
L'Argentine est la première selection à remporter le championnat du monde, en 1950, à domicile, sous l'impulsion de l'intérieur Oscar Furlong, qui termine meilleur marqueur du tournoi et est élu meilleur joueur. Elle est également sacrée championne olympique en 2004 avec la "génération dorée", une équipe emmenée par Emanuel Ginóbili.

## Résultats

### Palmarès
| Compétitions mondiales | Compétitions continentales | Autres compétitions |
| --- | --- | --- |
| - Jeux olympiques (1) - Vainqueur en 2004 - Troisième en 2008 - Coupe du monde (1) - Vainqueur en 1950 - Finaliste en 2002 et 2019 | - Coupe des Amériques (3) - Vainqueur en 2001, 2011 et 2022 - Finaliste en 1995, 2003, 2005, 2007, 2015 et 2017 - Troisième en 1980, 1993, 1999, 2009 et 2013 - Championnat d'Amérique du Sud (13) - Vainqueur en 1934, 1935, 1941, 1942, 1943, 1966, 1976, 1979, 1987, 2001, 2004, 2008 et 2012 - Finaliste en 1930, 1938, 1940, 1973, 1983, 1989, 1993, 1995, 1999, 2003, 2010 et 2014 - Troisième en 1932, 1939, 1945, 1960, 1961, 1969, 1971, 1977, 1981, 1985, 1991, 1997 et 2006 - Jeux panaméricains (3) - Vainqueur en 1995, 2019 et 2023 - Finaliste en 1951 et 1955 | - Coupe Stanković (1) - Vainqueur en 2013 II - Finaliste en 2005, 2013 I et 2016 - FIBA Diamond Ball (1) - Vainqueur en 2008 - Troisième en 2004 - Tournoi Acropolis (1) - Vainqueur en 1990 |

### Parcours en compétitions internationales

#### Jeux olympiques
| Année | Position      |      | Année         | Position     |               | Année | Position |
| 1936  | Non qualifiée | 1976 | Non qualifiée | 2008         | Troisième     |       |          |
| 1948  | 15e           | 1980 | Boycott       | 2012         | 4e            |       |          |
| 1952  | 4e            | 1984 | Non qualifiée | 2016         | 8e            |       |          |
| 1956  | Non qualifiée | 1988 | Non qualifiée | 2020         | 7e            |       |          |
| 1960  | Non qualifiée | 1992 | Non qualifiée | 2024         | Non qualifiée |       |          |
| 1964  | Non qualifiée | 1996 | 9e            | 2028         | -             |       |          |
| 1968  | Non qualifiée | 2000 | Non qualifiée | 2032         | -             |       |          |
| 1972  | Non qualifiée | 2004 | Vainqueur     | Pays inconnu | -             |       |          |

#### Coupe du monde
| Année | Position      |      | Année         | Position |               | Année | Position |
| 1950  | Vainqueur     | 1978 | Non qualifiée | 2006     | 4e            |       |          |
| 1954  | Non qualifiée | 1982 | Non qualifiée | 2010     | 5e            |       |          |
| 1959  | 10e           | 1986 | 12e           | 2014     | 11e           |       |          |
| 1963  | 8e            | 1990 | 8e            | 2019     | Finaliste     |       |          |
| 1967  | 6e            | 1994 | 9e            | 2023     | Non qualifiée |       |          |
| 1970  | Non qualifiée | 1998 | 8e            | 2027     | -             |       |          |
| 1974  | 11e           | 2002 | Finaliste     | 2031     | -             |       |          |

#### Coupe des Amériques
| Année | Position  |      | Année     | Position     |           | Année | Position |
| 1980  | Troisième | 1999 | Troisième | 2015         | Finaliste |       |          |
| 1984  | 7e        | 2001 | Vainqueur | 2017         | Finaliste |       |          |
| 1988  | 5e        | 2003 | Finaliste | 2022         | Vainqueur |       |          |
| 1989  | 8e        | 2005 | Finaliste | 2025         | -         |       |          |
| 1992  | 6e        | 2007 | Finaliste | Pays inconnu | -         |       |          |
| 1993  | Troisième | 2009 | Troisième | Pays inconnu | -         |       |          |
| 1995  | Finaliste | 2011 | Vainqueur | Pays inconnu | -         |       |          |
| 1997  | 4e        | 2013 | Troisième | Pays inconnu | -         |       |          |

## Équipe actuelle
Effectif lors des Jeux olympiques 2020.
| Numéro | Joueur               | Poste | Naissance         | Taille | Club 2020-2021           |
| ------ | -------------------- | ----- | ----------------- | ------ | ------------------------ |
| 4      | Luis Scola           | 4     | 30 avril 1980     | 2,04 m | Pallacanestro Varèse     |
| 7      | Facundo Campazzo     | 1     | 23 mars 1991      | 1,79 m | Nuggets de Denver        |
| 8      | Nicolás Laprovíttola | 1     | 31 janvier 1990   | 1,94 m | Real Madrid              |
| 9      | Nicolás Brussino     | 3/2   | 2 mars 1993       | 2,00 m | Basket Saragosse         |
| 10     | Leandro Bolmaro      | 2     | 11 septembre 2000 | 2,00 m | FC Barcelone             |
| 11     | Francisco Cáffaro    | 5     | 19 mai 2000       | 2,07 m | Cavaliers de la Virginie |
| 12     | Marcos Delía         | 5     | 8 avril 1992      | 2,06 m | Pallacanestro Trieste    |
| 14     | Gabriel Deck         | 3/4   | 8 février 1995    | 2,02 m | Thunder d'Oklahoma City  |
| 17     | Luca Vildoza         | 1/2   | 11 août 1995      | 1,91 m | Knicks de New York       |
| 22     | Juan Pablo Vaulet    | 3     | 22 mars 1996      | 1,98 m | Bàsquet Manresa          |
| 29     | Patricio Garino      | 3     | 17 mai 1993       | 1,96 m | Žalgiris Kaunas          |
| 83     | Tayavek Gallizzi     | 4/5   | 8 février 1993    | 2,05 m | Regatas Corrientes       |

## Joueurs marquants

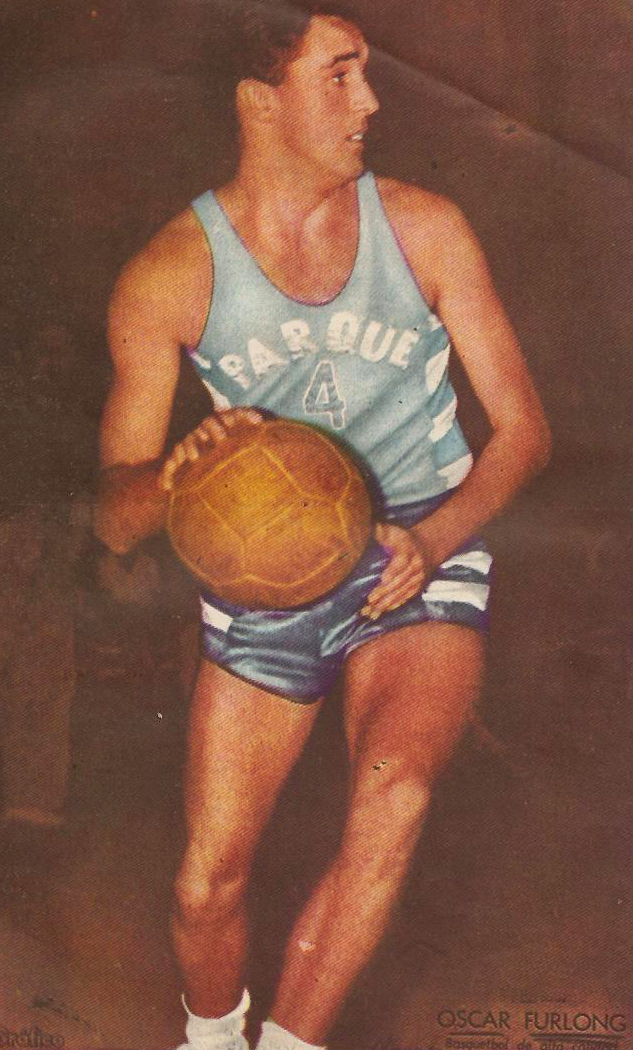
Oscar Furlong, MVP du Mondial 1950

- Héctor Campana
- Carlos Delfino
- Juan Espil
- Oscar Furlong
- Ernesto Gehrmann
- Emanuel Ginóbili
- Wálter Herrmann
- Marcelo Milanesio
- Alejandro Montecchia
- Hernán Montenegro
- Marcelo Nicola
- Andrés Nocioni
- Gabriel Fernández
- Fabricio Oberto
- Diego Osella
- Orlando Peralta
- Pablo Prigioni
- Jorge Racca
- Julio Rodríguez
- Juan Ignacio Sánchez
- Luis Scola
- Hugo Sconochini
- Facundo Sucatzki
- Luis Villar
- Rubén Wolkowyski
- Leonardo Gutiérrez

## Entraîneurs
- depuis 2021 : Néstor García[4],[5]
- 2015-2021 : Sergio Hernández[6]
- 2010-2015 : Julio Lamas
- 2005-2010 : Sergio Hernández
- 2001-2004 : Rubén Magnano